# Generation X (Roman)
Generation X ist der Titel des 1991 erschienenen Episodenromans des kanadischen Schriftstellers und Künstlers Douglas Coupland. Übersetzer ist Harald Riemann.

## Inhalt und Gliederung
Die Protagonisten des Romans, Andrew Palmer – er hat an der Universität Japanisch studiert –, Dagmar Bellinghausen, ehemaliger Marketingexperte, und Claire Baxter, Tochter aus reichem Hause, wohnen in Mietbungalows in der kalifornischen Stadt Palm Springs. Sie schlagen sich mit schlecht bezahlten Jobs durch, für die sie alle drei überqualifiziert sind: einer arbeitet als Parfümverkäufer in einem Warenhaus, die beiden anderen sind Barkeeper. Die „Mitglieder des Armut-Jet-Sets“, wie sie sich nennen, unterhalten sich, indem sie sich Geschichten erzählen: Geschichten aus ihrem Leben, Familiengeschichten, aber auch Phantasiegeschichten und Lebensträume, denen sie nachhängen, und Schreckensvisionen von einem möglichen Nuklearschlag, von denen die amerikanische Gesellschaft dieser Zeit umgetrieben wird. Und sie verbringen viel Zeit vor dem Fernsehapparat.
Am Ende des Romans sind die drei auf dem Weg nach Mexiko, um dort ein Hotel zu eröffnen.
Der Text gliedert sich in drei Teile mit insgesamt 32 kurzen Kapiteln. Das letzte Kapitel Zahlen gehört nicht mehr zur Romanhandlung, sondern enthält statistische Daten zu Bevölkerung und Umwelt.
Hinweis: Die Angaben stammen aus der Ausgabe Douglas Coupland: Generation X. Geschichten für eine immer schneller werdende Kultur. Goldmann Verlag
Teil Eins
- Die Sonne ist dein Feind
- Unsere Eltern hatten mehr

Benutze Flugzeuge, solange du noch Gelegenheit dazu hast. Grafik aus dem ersten Kapitel

Es könnte sein, dass du in der neuen Ordnung nicht zählst. Grafik aus Abenteuer ohne Risiko ist Disneyland

- Gib es auf, die Vergangenheit zu recyceln
- Ich bin keine Marketingzielgruppe
- Gib deinen Job auf
- Mit 30 gestorben, mit 70 begraben
- Es kann nicht immer so weitergehen
- Shopping heißt nicht kreativ sein
- Wiederaufbau
- Eintritt ins Hyperall
- 31. Dezember 1999

Teil Zwei
- Auch Neuseeland wird verstrahlt
- Monster existieren
- Friss dich nicht selbst
- Friss deine Eltern
- Erkaufte Erfahrungen zählen nicht
- Erinnere dich klar an die Erde
- Wechsle die Farbe
- Warum bin ich arm?
- Berühmtheiten sterben
- Ich bin nicht neidisch
- Tritt aus deinem Körper
- Lass Blumen wachsen

Teil Drei
- Was ist normal?
- Musik-TV, keine Feuerwaffen
- Gestalte
- Willkommen daheim aus Vietnam, mein Sohn
- Abenteuer ohne Risiko ist Disneyland
- Plastik zersetzt sich nie
- In Erwartung des Blitzes
- 1. Januar 2000
- Zahlen

## Diagnose und Kritik der Wohlstandsgesellschaft
Nach Couplands Einschätzung ist für diese Generation charakteristisch, dass sie sich erstmals ohne Kriegseinwirkung mit weniger Wohlstand und ökonomischer Sicherheit begnügen muss als die Elterngenerationen, aber andererseits für deren ökonomische und ökologische Sünden büßt. Der Roman erzählt „Geschichten von der Katerstimmung im Amerika nach der auf Pump veranstalteten letzten großen Sause unter Reagan und Bush“ (Deutschlandfunk) über eine Generation mit „zu vielen Fernsehern und zu wenig Arbeit“ (Newsweek). Coupland kritisiert mit seinem Schlüsselroman die Wohlstandsgesellschaft der Vorgänger-Generation, die „mit 30 stirbt, um mit 70 begraben zu werden“. Ursprünglich sollte der Begriff Generation X andeuten, dass sich diese Generation bislang erfolgreich der Benennungswut von Werbeindustrie und journalistischem Gewerbe entzogen hat. Couplands Buch erreichte die Bestsellerlisten und der Titel wurde zum Schlagwort für die bis dahin unbenannte Generation.
Aus Couplands Erzählstil gingen neben dem Titel noch weitere Vokabeln in den allgemeinen Sprachgebrauch über. Eigentlich hätte Coupland ein Lifestyle-Lexikon über die „Twentysomethings“ schreiben sollen. Der ehemalige Kunststudent kam jedoch von der Idee eines unterhaltsamen Sachbuchs ab und legte stattdessen einen anekdotenhaft erzählten Roman vor, dessen Helden sich weigern „kleine Monster so scharf auf einen Hamburger [zu] machen, dass ihre Begeisterung auch über ihr Kotzen hinaus anhält“. Erste Skizzen aus dem ursprünglichen Projekt wurden als Marginalien in den Roman eingearbeitet, die an passender Stelle Couplands Wortschöpfungen in einem „Lexikon der nicht funktionierenden Kultur“ erklären sollen. So prägte Coupland auch den Begriff McJob, im Roman definiert als „ein niedrig dotierter Job im Dienstleistungsbereich mit wenig Prestige, wenig Würde, wenig Nutzen und ohne Zukunft. Oftmals als befriedigende Karriere bezeichnet von Leuten, die niemals einen solchen [Job] ausgeübt haben“.
Coupland stellt dem eingeschliffenen Lebensstil aus gesellschaftlichen und ökonomischen Zwängen eine „Lessness“ genannte Philosophie gegenüber, die den Wert des Lebens nicht an der Anhäufung von Statussymbolen misst. Das 'neue' Wertsystem wird auch ironisch als „Exhibitionistische Bescheidenheit“ bezeichnet. Aufgrund dieses Lebensgefühls der Konsumverweigerung würde Couplands Generation X (z. B. von der Seattle Times) in Anlehnung an Gertrude Stein auch als „Lost Generation der Neunziger“ bezeichnet. Coupland stützt seine Beobachtungen am Ende des Buches mit einigen Statistiken und Zitaten aus verschiedenen Zeitschriften.

## Der Titel und sein historischer Hintergrund
Seit den frühen 1950er Jahren wurde der Begriff Generation X verschiedentlich in Zusammenhängen mit der jeweils zeitgenössischen Jugend gebraucht; der Begriff lag also sozusagen „in der Luft“. Siehe dazu den Abschnitt Begriffsgeschichte im Artikel zum gleichnamigen soziologischen Begriff.
Coupland selbst lieferte unterschiedliche Erklärungen, wer ihn zum Titel seines Buchs angeregt hat. Coupland, damals Kunststudent, sollte eigentlich im Auftrag eines kanadischen Verlages ein Sachbuch über die amerikanische Jugend der Zeit schreiben, lieferte aber stattdessen einen Roman ab. Allerdings ergänzte er ihn um ein Glossar der Neologismen der beschriebenen „Szene“. Das Buch wurde vom Verlag abgelehnt, dann aber von Simon & Schuster publiziert, entwickelte sich nach zögerlichem Start zu einem Bestseller, und der Autor avancierte in der öffentlichen Wahrnehmung zu einem Sprecher der Befindlichkeiten seiner Generation und Diagnostiker des Zeitgeists.

## Zitate
Einige wenige aus der großen Anzahl von Definitionen im Buch. Diese sind nicht in den allgemeinen Sprachgebrauch übergegangen, beschreiben aber das Lebensgefühl der Generation X, so wie Coupland es sieht:
- Ein Vorbote der heutigen Situation, wo alles erlaubt zu sein scheint und sogar Stile, die früher der Selbstausgrenzung dienten, gesellschaftlich akzeptiert sind, ist die Beschreibung des typischen Kleidungsstiles der Generation X als Decade Blending: Bei Kleidung: das wahllose Kombinieren von zwei oder mehr Artikeln aus verschiedenen Jahrzehnten, um einen eigenen Stil zu kreieren.[2]
- Analog zur Midlife-Crisis postuliert Coupland den Mid-Twenties Breakdown: Eine Periode geistigen Kollapses im Alter zwischen zwanzig und dreißig, oftmals ausgelöst durch die Unfähigkeit, außerhalb der Uni oder einer durchstrukturierten Umgebung zu funktionieren, gekoppelt an die Erkenntnis des wesentlichen Alleinseins in der Welt. Oft gekennzeichnet durch den rituellen Gebrauch von pharmazeutischen Produkten.[3]
- Dem tiefen Pessimismus und Idealismus der Generation X folgt der Now Denial: Sich einreden, dass die einzige Zeit, die es wert war zu leben, die Vergangenheit war, und dass die einzige Zeit, die überhaupt wieder interessant sein könnte, die Zukunft ist und die Ultra Short Term Nostalgia: Heimweh nach der allerjüngsten Vergangenheit: 'Gott, letzte Woche sah die Welt noch so viel besser aus.'[4]
- Aus einem Bedürfnis nach religiösen Erfahrungen in einer säkularisierten Zeit folgt der Me-ism: Das Trachten eines Individuums nach einer selbstgeschneiderten Religion, ausgelöst durch das Nichtvorhandensein traditioneller religiöser Grundsätze. Meistens ein Mischmasch aus Wiedergeburt, persönlichem Dialog mit einem nebulösen Gott, Naturalismus und karmabezogenem Auge-um-Auge-Verhalten.[5]
- Aus der Ziellosigkeit und Entscheidungsschwäche wegen Überforderung in der Überflussgesellschaft folgt die Option Paralysis: Die Neigung, sich bei unbegrenzter Auswahl für nichts zu entscheiden.[6]

## Rezeption
Couplands Wortneuschöpfungen wurden von den Medien und Marketingfirmen der USA begierig aufgegriffen und als „Leitfaden für die Kategorisierungen und das Verständnis der schwer zu fassenden Alterskohorte genommen“. Noch heute dient das Schlagwort dem Verlag selbst als Marketingmittel, wenn er sein Marketingbuch über die sogenannten Baby-Boomer (geboren zwischen 1943 und 1960) unter dem Titel Marketing to Generation X. Strategies for a new aera publiziert.
Die Anschaffungsempfehlung des ekz-Informationsdienstes fiel zurückhaltend aus, da der Fokus auf dem amerikanischen Lebensgefühl liege und daher für deutsche Leser „weitgehend unverständlich“ sei.
Der Spiegel bewertete die literarische Qualität des Romans eher zurückhaltend, hält den Autor aber für einen „intelligenten Beobachter des Alltags“ und „Meister darin, prägnante Etikette für aktuelle Phänomene zu vergeben“. Ohne Glossar hätte nach Meinung des Spiegels das Buch nicht zu einem weltweit gelesenen und zitierten Kultbuch werden können. Der Roman wurde in 16 Sprachen übersetzt, in mehreren Auflagen gedruckt und allein in den USA bis 1994 über 300 000 Mal verkauft.

## Ausgaben
- Generation X: Tales for an Accelerated Culture. St. Martins’ Press 1991. [Erstausgabe]. ISBN 0-312-05436-X.
- Generation X – Geschichten für eine immer schneller werdende Kultur. Goldmann-Verlag, München 1992. ISBN 3-442-41419-9.
  - Taschenbuchausgabe: Aufbau-Verlag, Berlin 1994. ISBN 3-351-02260-3.